# Ангел в средневековой астрологии
Ангелы в средневековой астрологии являлись персонификацией сил, приводящих в движение планетные сферы.
Аристотель считал, что вращение небесным сферам сообщает самая внешняя сфера (Перводвигатель), которой свойства вращения присущи по её природе. Согласно мистическим преданиям иудаизма, каждый архангел соединён с одной из планет. Средневековые астрологи считали, что каждая планетная сфера приводится в движение ангелом. Своему происхождению ангелы планет обязаны позднеиудейским и христианским представлениям об огненной природе ангелов, о всепроникающем и животворящем духовном огне — «огненной пневме». Отсюда — близость ангелов к «огненным» небесным светилам, звёздам и планетам (термин «воинство небесное», обозначающий в иудаизме, христианстве и исламе ангелов, в семитских языческих культах прилагался к астральным божествам).

## Ангелы планет
- Солнце — Михаил — ангел света
- Луна — Гавриил — ангел надежды и мечты
- Меркурий — Рафаил — ангел просвещения
- Венера — Уриил, Анаил — ангел любви
- Марс — Салафиил, Самуил — ангел разрушения
- Юпитер — Закхиил, Захариил — властительный ангел
- Сатурн — Кассиил, Орифиил — ангел заботы

Византийский писатель, купец из Александрии, а позднее — монах на Синае, Козьма Индикоплевст (VI в.) писал:
«Все светила созданы для того, чтобы управлять днями и ночами, месяцами и годами, и двигаются не вследствие движения Неба, но под влиянием божественных сил или светоносцев. Бог сотворил ангелов, дабы они Ему служили, и одним повелел двигать воздух, другим Солнце, некоторым Луну, некоторым звёзды, некоторым, наконец, повелел скоплять облака и приготовлять дождь».
Христианские учителя, приверженцы мнения святого Илария и Феодора, — одни полагали, что ангелы носят светила на своих плечах, другие — что они катят их впереди себя или увлекают за собой. Ричиолли, иезуит и астроном, допускал, что каждый ангел, толкающий звезду, с большим усердием следит за тем, что делают остальные, дабы таким образом относительные расстояния между светилами всегда оставались такими, какими они должны быть. Аббат Тритгемий («De septem secundeis») говорит о последовательном ряде семи ангелов или планетных духов, которые один за другим, по 354 года каждый, управляли небесными движениями с сотворения мира до 1522 г.